# Passalozetes alumbrensis
Passalozetes alumbrensis är en kvalsterart som beskrevs av Martínez och Pilar Herrero 2006. Passalozetes alumbrensis ingår i släktet Passalozetes och familjen Passalozetidae. Inga underarter finns listade i Catalogue of Life.